# Среднее Балтаево
Среднее Балтаево (тат. Урта Балтай) — село в Апастовском районе республики Татарстан, Россия. Входит в состав Среднебалтаевского сельского поселения и является его центром.

## Географическое положение
Расположено в 19 километрах западнее посёлка городского типа Апастово, на реке Черемшан. Высота над уровнем моря — 110 метров.

## История
Известно с 1646 года под названием Нижнее Болтаево. В XVIII веке — 1-й половине XIX веков жители относились к категории государственных крестьян. Занимались земледелием, разведением скота. 
В «Списке населенных мест по сведениям 1859 года», изданном в 1866 году, населённый пункт упомянут как казённая деревня Средние Балтаи 2-го стана Тетюшского уезда Казанской губернии. Располагалась при речке Черемшанке, по правую сторону почтового тракта из Казани в Симбирск, в 45 верстах от уездного города Тетюши и в 12 верстах от становой квартиры во владельческом селе Знаменское (Чипчаги). В деревне в 136 дворах жили 873 человека (454 мужчины и 419 женщин). Была мечеть.
По сведениям переписи 1897 года, в деревне Средние Балтаи Тетюшского уезда Казанской губернии проживали 1094 человека (531 мужчина, 563 женщины), из них 1080 мусульман.
В начале XX века здесь располагалось вол. правление; функционировали мечеть, медресе, водяная мельница, кредитное товарищество, 2 мелочные лавки. В этот период земельный надел сел. общины составлял 1348 дес. До 1920 село являлось центром Средне-Балтаевской волости Тетюшского уезда Казанской губернии. С 1920 года в составе Тетюшского, с 1927 — Буинского кантона кантонов ТАССР. С 10 августа 1930 года в Апастовском, с 1 февраля 1963 года в Буинского района, с 4 марта 1964 года вновь было передано в Апастовский район.

## Инфраструктура
В деревне имеется средняя школа и здание Дома культуры, а также библиотека, врачебная амбулатория. Мечеть.

## Население
Численность населения села на 2010 год составляет 474 человека.
| 1782              | 1859 | 1897 | 1908 | 1920 | 1926 | 1938 | 1949 | 1958 | 1970 | 1979 | 1989 | 2002 | 2008 |
| ----------------- | ---- | ---- | ---- | ---- | ---- | ---- | ---- | ---- | ---- | ---- | ---- | ---- | ---- |
| 148 душ муж. пола | 873  | 1177 | 1434 | 1236 | 1078 | 885  | 672  | 558  | 618  | 621  | 544  | 514  | 508  |

## Известные уроженцы
- Абзалов, Рем Абзалович (1914—1983) — майор, Герой Советского Союза (1945).